# Wereldbeker schaatsen 2014/2015 - Ploegenachtervolging vrouwen
De ploegenachtervolging voor vrouwen voor de wereldbeker schaatsen 2014/2015 stond drie keer op het programma. De eerste was op 15 november 2014 in Obihiro en de laatste was in Heerenveen op 13 december 2014.
Titelverdediger was Nederland dat in 2013/2014 alle vier de wedstrijden won en ook olympisch kampioen werd. De Nederlandse dames zetten hun ongeslagen reeks voort en wonnen alle drie de wedstrijden in twee verschillende samenstellingen. Uiteindelijk werd Duitsland tweede en Polen derde in het klassement.

## Podia
| Wedstrijd: | Goud:                                                        | Tijd    | Zilver:                                                  | Tijd    | Brons:                                                         | Tijd    |
| Obihiro    | Nederland Marije Joling Marrit Leenstra Ireen Wüst           | 3.02,54 | Japan Ayaka Kikuchi Maki Tabata Nana Takagi              | 3.04,78 | Duitsland Gabriele Hirschbichler Bente Kraus Claudia Pechstein | 3.06,51 |
| Berlijn    | Nederland Marije Joling Marrit Leenstra Ireen Wüst           | 2.59,72 | Polen Aleksandra Goss Katarzyna Woźniak Luiza Złotkowska | 3.03,83 | Japan Ayaka Kikuchi Maki Tabata Nana Takagi                    | 3.04,00 |
| Heerenveen | Nederland Carlijn Achtereekte Marrit Leenstra Linda de Vries | 2.59,69 | Duitsland Bente Kraus Isabell Ost Claudia Pechstein      | 3.01,96 | Polen Aleksandra Goss Katarzyna Woźniak Luiza Złotkowska       | 3.02,31 |

## Eindstand
| # | Land       | Schaatsers                                       | OBI | BER | HVN | Totaal |
| - | ---------- | ------------------------------------------------ | --- | --- | --- | ------ |
| 1 | Nederland  | Achtereekte, Joling, Leenstra, L. de Vries, Wüst | 100 | 100 | 150 | 350    |
| 2 | Duitsland  | Hirschbichler, Kraus, Ost, Pechstein             | 70  | 50  | 120 | 240    |
| 3 | Polen      | Goss, Woźniak, Złotkowska                        | 50  | 80  | 106 | 236    |
| 4 | Japan      | Kikuchi, Tabata, N. Takagi                       | 80  | 70  | 76  | 226    |
| 5 | Rusland    | Graf, Ryzjova, Skokova, Voronina                 | 45  | 45  | 90  | 180    |
| 6 | Canada     | Blondin, Christ, Hanly, McGuire Spence           | 60  | 60  | 40  | 160    |
| 7 | Zuid-Korea | Jun, Kim, Noh                                    | 30  | 40  | 45  | 115    |
| 8 | China      | Liu J., Liu Y., Zhao                             | 40  | 35  | 36  | 111    |
| 9 | Tsjechië   | Kerschbaummayr, Sáblíková, Zdráhalová            | 35  |     |     | 35     |

2004/2005 · 
2005/2006 · 
2006/2007 · 
2007/2008 · 
2008/2009 · 
2009/2010 · 
2010/2011 · 
2011/2012 · 
2012/2013 · 
2013/2014 · 
2014/2015 · 
2015/2016 · 
2016/2017 · 
2017/2018 · 
2018/2019 · 
2019/2020 · 
2020/2021 · 
2021/2022 · 
2022/2023 · 
2023/2024 · 
2024/2025